# 紐西蘭國籍法
紐西蘭國籍法（英語：New Zealand nationality law）以《1948年英國國籍與紐西蘭公民身份法》而訂立，正式確認了紐西蘭人的身份定義。 現今國籍法以2005年4月25日生效的《2005年紐西蘭公民身份(修訂)法》為基礎。 紐西蘭內政部公民身份辦事處是紐西蘭國籍事而的全權機構。

## 歷史
在英國殖民時期，所有“外國人”（即是非英國臣民）在全球各地英屬自治領（包括紐西蘭在內）擁有居留權，但產業權有限。1844年起，因應法國及德國裔殖民的產業禁令申訴，居住紐西蘭的外國人可以經總督文告/條例，成為“親生英國臣民”。
1977年紐西蘭公民身份法將紐西蘭護照內頁的國籍身分，由“紐西蘭公民”，取代“英國臣民與紐西蘭公民”。外國人只可被“獲授予”（by grant）紐西蘭國籍，而並非“被歸化”（naturalised）。

### 毛利人與紐西蘭國籍
根據1840年懷唐伊條約內第三條，紐西蘭原住民毛利人獲授予英國臣民的所有權利和特惠；並被《1865年土著權利確認法》再確認。實際上毛利人的特惠被殖民者否認，直至1948年終止。 

### 太平洋島嶼人士與紐西蘭國籍
當庫克群島和紐埃在1901年被英國併入為紐西蘭的領土範圍，當地原住民已經是英國臣民。加上托克勞1920年被承認為英國臣民。
紐西蘭在1920年以國聯和聯合國名義託管西薩摩亞。其後紐西蘭國會在1923及1928年立法給予薩摩亞人申請英國臣民歸化，兼入籍英語能力豁免。 以上人士均在1949年元旦起自動成為紐西蘭公民。
但1962年西薩摩亞獨立後，新國家國籍事宜不明確，導致大批居住紐西蘭的薩摩亞人非法逗留。
1982年7月28日，紐西蘭總理羅伯特·馬爾登對於歷屆紐西蘭國會的國籍立法問題，向當時終審法院 - 英國樞密院司法委員會，申請司法覆核。樞密院判決認為所有在1924至1948年出生的薩摩亞人及子女擁有英國臣民身份，當然在《1948年紐西蘭公民身份法》生效時，自動成為紐西蘭公民。 由於樞密院判決令使超過十萬名合資格薩摩亞人成為紐西蘭公民，逼使紐西蘭國會通過《1982年西薩摩亞公民身份法》立法，只准以任何途經在1982年9月14日，任何1949年後出生，身處紐西蘭本土、或日期之後合法身處紐西蘭本土的薩摩亞人，可合資格獲特別授予紐西蘭國籍；凌駕英國樞密院判決。此爭議性立法持續至今。2003年有十萬份簽名請願要求紐西蘭國會廢除《1982年西薩摩亞公民身份法》，2007年，薩摩亞人權組織Mau Sitiseni向联合国人权事务委员会提出同樣請願。

### 十九世紀華裔人士與紐西蘭國籍
1866年紐西蘭的外國人法（the Aliens Act），向不受歡迎入境者的國籍歸化徵收1英鎊費用；即使1890年國籍歸化費用被廢除，移居紐西蘭的華裔人士仍被逼繼續繳付。
1908年，紐西蘭政府對境內的華裔人士變本加厲。任何華裔人士申請國籍歸化而至永久性居留均被拒絕、及被規定定時延續紐西蘭居留許可。儘管被對待為三等公民，境內華裔人士依然被強逼在紐西蘭軍隊服役並參與第二次世界大戰。
1951年，紐西蘭境內華裔人士終可以被立法，可申請紐西蘭永久居留權及紐西蘭國籍；但首批400名合知格紐西蘭國籍申請的境內華裔人士之中，只有20名已高度同化的申請人成功歸化。另外，其他外國人歸化前無須放棄原有國籍，但境內華裔人士被規定放棄中華民國國籍、及證明申請人“生活方式與紐西蘭更緊密”，才可批准國籍歸化。
最終至2002年2月12日，紐西蘭總理克拉克在國會議事堂，向境內華裔人士為過往政府的種族歧視，公開正式道歉；及歷代針對性關於華人入籍的“歧視性立法”，承認境內華裔人士蒙受“不可接受”的“侮辱言行”。 

## 紐西蘭公民責任、權利

### 紐西蘭境內
紐西蘭公民可享受以下公民權利 (除了例外情況)：
- 無限期紐西蘭居留權
- 使用紐西蘭護照出入境及境外的紐西蘭領事保護
- 自由進出紐西蘭及不受遞解離境
- 行使投票權及選舉權
- 土生土長的紐西蘭公民，可令海外出生子女，憑世系取得紐西蘭國籍
- 購買某類鄉郊產業的權利
- 使用各類教育權益，例如資助學費及獎學金
- 合資格申請紐西蘭政府公務員職位
- 合資格代表紐西蘭參與國際運動賽事

紐西蘭公民必要遵守以下公民責任：
- 遵守及鼓勵遵守紐西蘭法律 (包括選民登記及繳稅義務)
- 不可從事與紐西蘭利益對立的行為

### 澳洲境內
根據跨塔斯曼旅遊協議，紐西蘭公民進入澳洲時可獲發落地特類簽證，無限期澳洲居留權，於期間：
- 出示有效紐西蘭護照
- 並無刑事記錄
- 並無未經醫治的 結核病
- 從沒被任何國家遞解離境

### 在其他英聯邦國家
身為英聯邦公民，紐西蘭公民在數個英聯邦成員國可享有特別優惠。
紐西蘭公民可在英國本土享有以下特別優惠:
- 合法居留六個月以上可登記為英國選民
- 如果有无限期居留，則可享有參選權[8]
- 若合資格，有權申請英國祖系入境批准（英语：UK Ancestry Entry Clearance）
- 有權申請青年交流計劃

數個位於加勒比海的英聯邦國家例如，伯利茲、特立尼達和多巴哥，容許當地合法已長住的英聯邦公民包括紐西蘭人，行使當地投票權。
紐西蘭公民若需要領事保護，而當地沒有紐西蘭外交使節時，可向當地英國外交使節求助。 例如，紐西蘭人若遺失紐西蘭護照，當地英國外交使節詢問紐西蘭外交及貿易部後可簽發英國緊急護照。

### 在其餘海外地區
紐西蘭護照 持有人可享有超過166個國家及地區免簽證，包括美國及每一個歐盟成員國。

## 取得紐西蘭國籍
紐西蘭國籍可經以下途經取得：
1. 紐西蘭的英國臣民在1949年1月1日自動成為紐西蘭公民
2. 根據出生地法（又稱屬地主義，jus soli）原則：2006年1月1日以後在紐西蘭、庫克群島、紐埃和托克勞出生，而父母任何一方在出生時為紐西蘭公民或紐西蘭永久性居民，或者，2005年12月31日前在上述領土出生。
3. 根據血統法（又稱屬人主義，jus sanguinis）原則：父母其中一方是憑藉世系以外（otherwise by descent）的資格（例如出生、領養、登記或歸化）成為紐西蘭公民; 但海外出生子女只得憑藉世系（by descent）的資格。
4. 獲授予（by grant）：外國人以歸化合資格，或合資格的紐西蘭境內薩摩亞人。

### 憑境內出生而取得的紐西蘭國籍
任何人在2005年12月31日以前，在紐西蘭出生及其註冊飛機和船隻上出生、庫克群島、紐埃和托克勞出生，均憑境內出生，自動成為紐西蘭公民。 托克勞人基於醫療設備因素而在薩摩亞出生，亦自動成為紐西蘭公民 任何與不明身份父母在紐西蘭出生的子女，亦自動成為紐西蘭公民。除了:
- 父或母是外國外交官
- 外國註冊或無國籍飛機和船隻上出生
- 父或母為敵國公民  [13]

在2006年1月1日後出生子女的資格與過往分別，是附帶父或母必須為紐西蘭公民、紐西蘭\庫克群島\紐埃\托克勞永久性居民、或澳洲公民。
被擁有紐西蘭永久居留許可人士領養，而在2006年元旦後紐西蘭境內出生的人士，可憑境內出生途經，被領養出生冊登記為紐西蘭公民。

### 憑世系取得的紐西蘭國籍
以下在海外出生或領養的人士，可合資格憑世系取得的紐西蘭國籍：
- 父親為世系以外的紐西蘭公民，而在1949至1977年海外出生或被領養
- 父或母為世系以外的紐西蘭公民，而在1978年元旦後海外出生或被領養
- 父或母為世系（by descent）的紐西蘭公民，而在1978年元旦後海外出生或被領養後，將變為無國籍兒童

母親為世系以外的紐西蘭公民，而在1949至1977年海外出生或被領養的兒童，均獲授予（by grant）紐西蘭國籍。
在任何時候，父或母親紐西蘭公民，於海外為紐西蘭、庫克群島、紐埃和托克勞政府及紐西蘭國防軍工作的，海外出生或被領養的兒童，均為世系以外的紐西蘭公民。
如果憑世系（by descent）的紐西蘭公民在海外出生或被領養的兒童，若初步不合資格登記紐西蘭國籍，申請人可被帶入紐西蘭居住及後被獲授予紐西蘭國籍。
憑世系紐西蘭公民可合資格後申請變更為世系以外的紐西蘭公民，令在海外出生的子女可被傳授紐西蘭國籍。

### 獲授予紐西蘭公民身份的外國人
外國人合資格而獲授予“世系以外”（otherwise than by descent）的紐西蘭公民身份，需要出席公民（入籍）儀式；十四歲以下合資格外國人，及紐西蘭內政部豁免下無須出席。現有公民宣誓的英文版如下：

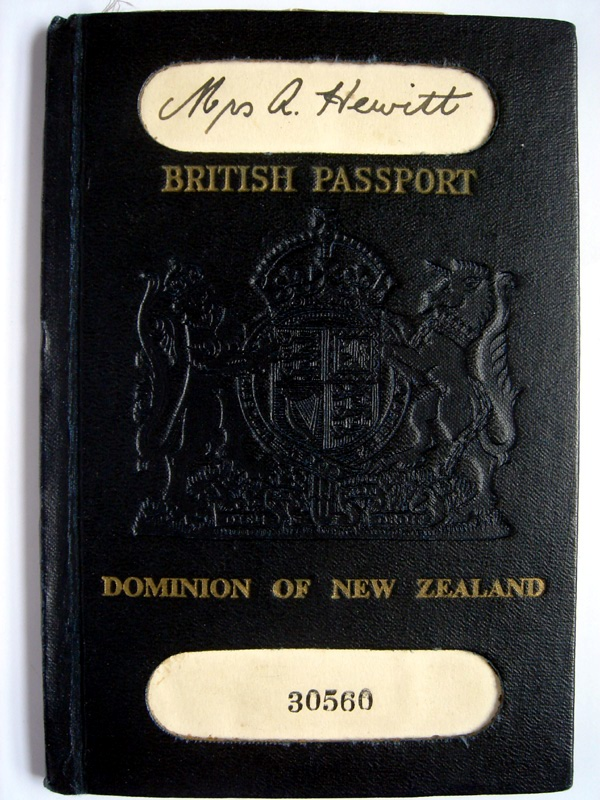
1949年版本紐西蘭的英國護照，封面印有英文全稱「British Passport」及「Dominion of New Zealand」。

|  | I, [Full name], swear that I will be faithful and bear true allegiance to Her Majesty Queen Elizabeth the Second, Queen of New Zealand, Her heirs and successors, according to law, and that I will faithfully observe the laws of New Zealand and fulfil my duties as a New Zealand citizen. So help me God。 |

擁有以下條件者可獲授予世系以外紐西蘭公民身份資格：
- 申請人已經為紐西蘭永久居民、憑世系（by descent）的紐西蘭公民、澳洲公民、或澳洲永久居民
- 及已經以上述身份，並居住紐西蘭超過5年 （與非法身份、學生、工作、有限期居留並無關連）[15]
- 申請人有意在紐西蘭繼續居住
- 品格良好
- 英語水平達標（十四歲以下、及任何會導致“過度困苦”的申請人，可被紐西蘭內政部豁免）
- 了解身為紐西蘭公民的權利與義務（十四歲以下申請人豁免）

若申請人沒有許可而居留紐西蘭境內五年，算不合資格，因《1977年紐西蘭公民身份法》已禁止“違法居留”。 要符合五年合法居留的資格，申請人需在提交國籍申請前：
- 以合法紐西蘭永久性居民身份，居住紐西蘭、庫克群島、紐埃或托克勞，五年內至少1350日，以及
- 合資格的每一年內240日，均以紐西蘭永久性居民身份居留。 [16]
- 申請人於海外為紐西蘭、庫克群島、紐埃和托克勞政府工作，或，申請人陪同配偶/同性配偶為上述機構工作等，均合資格紐西蘭境內居留。[17][18]

過往，2010年4月21日之前提交的國籍申請，居留紐西蘭境內條件是最低3年，而並非5年。

#### 紐西蘭公民的未成年家眷的國籍授予
如果申請人是一名未成年家眷，並符合以下資格，可被授予紐西蘭國籍：
- 申請人於1949年元旦以後在海外出生
- 出生時，父或母為一名憑世系的紐西蘭公民
- 申請人出生時的養母，為一名憑世系以外的紐西蘭公民
- 申請人證明與紐西蘭有持續性聯繫

另外，十六歲以下兒童符合以下資格，可被授予紐西蘭國籍：
- 申請人的父或母，已經是一名紐西蘭公民、或已符合獲授予紐西蘭公民身份資格
- 申請人已經擁有澳洲或紐西蘭永久性居民身份、或為一名澳洲公民
- 遞交國籍申請時在紐西蘭居住
- 有意繼續在紐西蘭居住
- 十四至十六歲申請人，品格良好
- 十四至十六歲申請人，英語水平達標
- 十四至十六歲申請人， 了解身為紐西蘭公民的權利與義務

#### 特殊情況下的紐西蘭國籍特別授予
紐西蘭內政部可行使酌情權，向無國籍人士、或對公眾利益的特殊情況人士，特別授予紐西蘭國籍。

## 雙重國籍
紐西蘭從紐西蘭國籍法在1949年生效開始容許國民擁有雙重國籍，但雙重國籍人士積極地行使另類國籍權利時，可被判斷為“與紐西蘭國家利益相抵觸”(in a manner that is contrary to the interests of New Zealand)而喪失紐西蘭國籍。雙重國籍的成年紐西蘭公民只可在海外及非戰爭狀態時，申請放棄紐西蘭國籍。在境內申請放棄國籍的一般做法，紐西蘭內政部只接納申請生效後，申請人以外國國籍身份，不會非法逗留或立即離境。
放棄或喪失紐西蘭國籍的登記冊，可在紐西蘭內政部公民身份辦事處參閱。

## 喪失紐西蘭國籍
紐西蘭內政部有權因以下情況撤銷某人紐西蘭國籍：
- 疑犯以欺詐手段、虛假陳述、有意隱瞞相關資料途經申請紐西蘭國籍
- 疑犯被剝奪紐西蘭國籍不會變成無國籍人士
- 獲授予紐西蘭國籍或以1948年英國國籍與紐西蘭公民身份法成為公民的疑犯

根據出生地法的土生土長紐西蘭公民永遠不被剝奪紐西蘭國籍。

## 已被廢除的國籍條文
1978年元旦日前，紐西蘭國籍法有不同條例。
- 根據被廢除的1948年國籍法，英聯邦公民及愛爾蘭公民過往無須通過居留年期資格，僅需以登記方式成為紐西蘭公民。
- 其他外國人，必須通過居住5年資格，及其內12個月歸化國籍申請。
- 1954年開始，國籍歸化儀式正式實施。
- 有紐西蘭國籍丈夫的英聯邦及愛爾蘭公民女士，可批准以權利形式成為紐西蘭公民。 如果妻子為其他外國國籍人士，紐西蘭內政部可使用酌情權進行登記。
- 舊國籍法只准許經父親憑世系取得紐西蘭國籍，並非經母親。凡父親憑世系取得紐西蘭國籍，其子女只可在十六歲前登記國籍。

## 外部連結
- 紐西蘭內政部公民身份辦事處 （页面存档备份，存于）
- 紐西蘭國籍歷史 （页面存档备份，存于）
- 1966年紐西蘭百科全書，國籍及歸化篇 （页面存档备份，存于）